# Mia Lehrer
Mia Lehrer (* 1953 in San Salvador, El Salvador) ist US-amerikanische Landschaftsarchitektin, die als Tochter deutscher Immigranten in El Salvador aufwuchs. Sie ist Gründerin und President des Landschaftsarchitekturbüros Studio-MLA, vormals Mia Lehrer + Associates, in Los Angeles und San Francisco.

## Leben
Lehrer machte einen Bachelorabschluss in Environmental design an der Tufts University und den Master in Landschaftsarchitektur an der Harvard Graduate School of Design. Sie kombinierte diese Abschlüsse, um sich auf die Gestaltung nachhaltiger Landschaften zu spezialisieren.
Ihre erste große Arbeit im öffentlichen Bereich war der Masterplan für den Silver Lake Reservoir in Los Angeles im Jahr 2000. Weitere große öffentliche Projekte sind das Annenberg Community Beach House in Santa Monica in 2009, die Revitalisierung der San Pedro Waterfront und die 3,5 ha großen Außengärten für das Natural History Museum des Los Angeles County.  Sie entwarf den Vista Hermosa Natural Park im Stadtteil Echo Park, der der erste neue öffentliche Park in der Innenstadt von Los Angeles seit 100 Jahren war.
Lehrer ist auch an komplexen infrastrukturellen Großprojekten beteiligt. Sie war eine der Hauptautoren des Masterplans zur Revitalisierung des Los Angeles River aus dem Jahr 2007 und arbeitet seit fast 20 Jahren mit dem U.S. Army Corps of Engineers, der Stadt Los Angeles und Gemeindegruppen an entsprechenden Revitalisierungsprojekten. Für den Masterplan wurde sie 2009 von der American Society of Landscape Architects mit dem Professional Award ausgezeichnet.
2010 wurde sie zum Fellow der American Society of Landscape Architects ernannt. Am 25. Juni 2014 wurde sie von Präsident Obama für eine vierjährige Amtszeit in die U.S. Commission of Fine Arts berufen. Mit Blick auf die langjährige Arbeit für den Los Angeles River wurde sie 2020 in das einflussreiche Board of Commissioners des L.A. Department of Water and Power berufen.
Lehrer war außerdem Dozentin an der School of Architecture der University of Southern California.
Lehrer ist verheiratet mit dem ebenfalls bekannten Architekten Michael Lehrer, mit dessen Büro sie zum Beispiel zusammen für den Water + Life Museum and Campus in Hemet tätig war.